# Isola Poa
Poa (in lingua aleutina Saduuĝinax), chiamata anche Tumannoi, è una piccola isola del gruppo delle Fox, nell'arcipelago delle Aleutine e appartiene all'Alaska (USA). L'isola si trova a 1,5 km al largo della costa meridionale di Akun, è lunga 1 km e raggiunge un'altitudine massima di 61 m.
Denominata Tumannoi (che significa "nebbiosa") dal capitano Teben'kov nel 1852, fu poi rinominata Poa nel 1888 dall'allora U.S. Bureau of Fisheries (il Servizio della pesca e della fauna selvatica degli Stati Uniti). Poa è il nome di una pianta erbacea.